# Dreamcast
Dreamcastlà máy chơi trò chơi điện tử tại gia do Sega phát hành vào ngày 27 tháng 11 năm 1998 tại Nhật Bản, ngày 9 tháng 9 năm 1999 tại Bắc Mỹ và ngày 14 tháng 10 năm 1999 tại Châu Âu. Đây là hệ máy đầu tiên trong thế hệ máy chơi trò chơi điện tử thứ sáu, trước PlayStation 2 của Sony, GameCube của Nintendo và Xbox của Microsoft. Dreamcast cũng là máy chơi trò chơi điện tử cuối cùng của Sega, đánh dấu kết thúc mười tám năm của công ty trên thị trường máy chơi trò chơi điện tử.
Trái ngược với phần cứng đắt tiền của Sega Saturn vốn không thành công, Dreamcast được thiết kế để giảm chi phí với các thành phần "ngoài luồng", bao gồm CPU Hitachi SH-4 và GPU NEC PowerVR 2. Được phát hành tại Nhật Bản để bảo đảm thị phần, Dreamcast đã tận hưởng một buổi ra mắt thành công ở Mỹ được hỗ trợ bởi một chiến dịch tiếp thị lớn, nhưng sự quan tâm đến hệ máy này giảm dần khi Sony đẩy mạnh quảng cáo cho sự ra đời của PlayStation 2. Doanh số không đáp ứng được kỳ vọng của Sega, mặc dù đã giảm giá, công ty tiếp tục chịu tổn thất tài chính đáng kể. Sau khi thay đổi vai trò lãnh đạo, Sega ngừng sản xuất Dreamcast vào ngày 31 tháng 3 năm 2001, rút khỏi ngành kinh doanh máy chơi trò chơi điện tử và tự tái cấu trúc thành nhà xuất bản bên thứ ba. 9,13 triệu máy Dreamcast đã được bán ra trên toàn thế giới.
Mặc dù Dreamcast có tuổi thọ ngắn và sự hỗ trợ của bên thứ ba khá hạn chế, các nhà phê bình đánh giá hệ máy này đã đi trước thời đại của chính nó. Thư viện trò chơi của nó chứa nhiều trò chơi được coi là sáng tạo và đổi mới, bao gồm Crazy Taxi, Jet Set Radio, Phantasy Star Online, và Shenmue, cũng như các phiên bản chuyển thể chất lượng cao từ bảng mạch máy chơi game thùng NAOMI. Dreamcast cũng là máy chơi trò chơi điện tử đầu tiên có modem tích hợp để hỗ trợ internet và chơi trực tuyến.

## Lịch sử

### Bối cảnh
Năm 1988, Sega phát hành Genesis (được gọi là Mega Drive tại Nhật Bản, Châu Âu và Brazil) là hệ máy đầu tiên của Sega mở đường cho thế hệ máy chơi trò chơi điện tử thứ tư. Bán được 30,75 triệu máy trên toàn thế giới, Genesis là máy chơi trò chơi thành công nhất mà Sega từng phát hành. Kế nhiệm Genesis là Sega Saturn, được phát hành tại Nhật Bản vào năm 1994. Saturn là một máy chơi trò chơi điện tử dựa trên CD-ROM, hiển thị cả đồ họa máy tính 2D và 3D, nhưng kiến trúc CPU kép phức tạp khiến nó khó lập trình hơn so với đối thủ chính là Sony PlayStation. Mặc dù Saturn ra mắt trước PlayStation ở cả Nhật Bản và Hoa Kỳ, nhưng màn ra mắt ở Mỹ sớm trước bốn tháng so với dự kiến ban đầu là quá bất ngờ dẫn đến việc thiếu hàng để phân phối, chính là vấn đề lớn của máy. Hơn nữa, việc phát hành sớm của Sega đã bị hủy hoại bởi thông báo đồng thời của Sony rằng PlayStation sẽ được bán lẻ với giá $299 so với giá ban đầu của Saturn là $399. Sự chậm trễ lâu dài của Nintendo trong việc phát hành hệ máy 3D cạnh tranh cũng phần nào gây thiệt hại cho danh tiếng của Sega bởi các tiện ích bổ sung được hỗ trợ không nhiều cho Genesis (đặc biệt là Sega 32X) cho phép Sony thiết lập chỗ đứng trong thị trường.  PlayStation ngay lập tức thành công ở Mỹ, một phần nhờ vào một chiến dịch quảng cáo rầm rộ và sự hỗ trợ mạnh mẽ của bên thứ ba nhờ vào các công cụ phát triển tuyệt vời của Sony và phí bản quyền $10. Thành công của Sony được hỗ trợ thêm bởi cuộc chiến giá cả, trong đó, Sega hạ giá Saturn từ $399 xuống $299 và sau đó từ $299 xuống $199 để phù hợp với giá của PlayStation, mặc dù phần cứng của Saturn tốn kém hơn, còn PlayStation lại được yêu thích hơn vì có một thư viện phần mềm lớn hơn. Các khoản lỗ trên phần cứng Saturn góp phần gây ra các vấn đề tài chính của Sega, doanh thu của công ty sụt giảm từ năm 1992 đến năm 1995 là một phần của sự suy giảm toàn ngành. Hơn nữa, sự tập trung của Sega vào Saturn quá nhiều so với Genesis đã ngăn không cho hãng tận dụng triệt để sức mạnh của thị trường 16 bit.

Do những bất đồng từ lâu với Sega of Japan, CEO của Sega of America Tom Kalinske trở nên không hứng thú với vai trò của mình. Vào ngày 16 tháng 7 năm 1996, Sega tuyên bố Irimajiri Shoichiro được bổ nhiệm làm chủ tịch và CEO của Sega of America, trong khi Kalinske sẽ rời Sega sau ngày 30 tháng 9 cùng năm. Sega cũng tuyên bố người đồng sáng lập Sega Enterprises David Rosen và CEO của Sega of Japan là Nakayama Hayao đã từ chức vị trí chủ tịch và đồng chủ tịch của Sega of America, mặc dù cả hai người vẫn ở lại công ty. Bernie Stolar, cựu giám đốc điều hành của Sony Computer Entertainment of America, được cất nhắc lên phó chủ tịch điều hành của Sega of America phụ trách phát triển sản phẩm và quan hệ bên thứ ba. Stolar không ủng hộ Saturn do ông tin rằng phần cứng được thiết kế kém và công bố công khai tại E3 1997 rằng "Saturn không phải là tương lai của chúng tôi". Sau khi Nintendo 64 ra mắt, doanh số phần mềm 32 bit của Saturn và Sega đã giảm mạnh. Tính đến tháng 8 năm 1997, Sony kiểm soát 47% thị trường máy chơi trò chơi, Nintendo kiểm soát 40% và Sega chỉ kiểm soát 12%. Cả việc giảm giá hay các trò chơi chất lượng đều không giúp được gì nhiều cho Saturn. Do hiệu suất kém ở Bắc Mỹ, Sega of America sa thải 60 trong số 200 nhân viên vào mùa thu năm 1997.
—Bernie Stolar, cựu chủ tịch Sega of America đưa ra đánh giá của mình về Saturn vào năm 2009.
Do tình hình tài chính của công ty xấu đi, Nakayama đã từ chức chủ tịch Sega vào tháng 1 năm 1998 để ủng hộ Irimajiri. Stolar sau đó sẽ gia nhập để trở thành CEO và chủ tịch của Sega of America. Sau năm năm lợi nhuận nói chung giảm dần, trong năm tài chính kết thúc vào ngày 31 tháng 3 năm 1998, Sega phải chịu khoản lỗ đầu tiên và hợp nhất tài chính kể từ khi niêm yết năm 1988 trên Sàn giao dịch chứng khoán Tokyo. Do doanh số sản phẩm tiêu dùng giảm 54,8% (bao gồm giảm 75,4% ở nước ngoài), công ty báo cáo khoản lỗ ròng hợp nhất là 35,6 tỷ yên (269,8 triệu USD). Một thời gian ngắn trước khi tuyên bố thua lỗ tài chính, Sega cho biết đã ngừng sản xuất Saturn cho Bắc Mỹ, với mục tiêu chuẩn bị cho sự ra mắt của phiên bản kế nhiệm. Quyết định này làm cho thị trường phương Tây không có bất kỳ trò chơi Sega nào ra mắt trong hơn một năm. Tin đồn về Dreamcast được lan truyền chủ yếu bởi chính Sega trước khi các trò chơi Saturn cuối cùng được phát hành.

### Phát triển
Đầu năm 1995, các báo cáo cho rằng Sega sẽ hợp tác với Lockheed Martin, The 3DO Company, Matsushita hoặc Alliance Semiconductor để tạo ra một đơn vị xử lý đồ họa mới, sẽ được sử dụng cho "Saturn 2" 64 bit hoặc một add-on ngoại vi. Quá trình phát triển Dreamcast hoàn toàn không liên quan đến dự án được đồn đại này. Trước hiệu suất thị trường kém của Saturn, Irimajiri quyết định bắt đầu tìm kiếm ngoài bộ phận phát triển phần cứng nội bộ của công ty để tạo ra một hệ máy mới. Năm 1997, Irimajiri đã tranh thủ các dịch vụ của Yamamoto Tatsuo trong IBM để lãnh đạo một nhóm 11 người làm việc với một dự án phần cứng bí mật ở Hoa Kỳ, được gọi là "Blackbelt". Nhóm nội bộ do Hideki Sato dẫn đầu cũng bắt đầu phát triển dựa trên phần cứng Dreamcast; một tài khoản khác xác định Sega of Japan đã giao nhiệm vụ cho cả hai đội, trong khi một tài khoản khác cho rằng Sato bị làm phiền bởi lựa chọn của Irimajiri khi bắt đầu phát triển ra ngoài và chọn để nhóm phần cứng riêng để tự phát triển. Sato và nhóm của ông đã chọn bộ xử lý Hitachi SH-4 và các bộ xử lý đồ họa PowerVR2 của VideoLogic, do NEC sản xuất, trong khi sản xuất bo mạch chủ. Ban đầu được gọi là "Whitebelt", dự án này sau đó có tên mã là "Dural", dựa theo nữ chiến binh kim loại trong loạt Virtua Fighter của Sega.
Nhóm của Yamamoto đã chọn sử dụng bộ xử lý đồ họa 3dfx Voodoo 2 và Voodoo Banshee cùng với bộ xử lý trung tâm (CPU) của Motorola PowerPC 603e, nhưng sau đó ban quản lý Sega đã yêu cầu họ sử dụng chip SH-4. Cả hai bộ xử lý đã được mô tả là các thành phần "ngoại giá". Năm 1997, 3dfx bắt đầu IPO và kết quả của nghĩa vụ pháp lý này đã tiết lộ hợp đồng với Sega, bao gồm cả việc phát triển hệ máy mới. Điều này khiến các giám đốc điều hành Sega of Japan tức giận, quyết định sử dụng chipset Dural và cắt đứt quan hệ với 3dfx. Theo cựu phó chủ tịch truyền thông Sega of America và cựu giám đốc thương hiệu của NEC Charles Bellfield, các bài thuyết trình về các trò chơi sử dụng giải pháp NEC đã cho thấy hiệu suất và chi phí thấp được cung cấp bởi kiến trúc SH-4 và PowerVR. Ông nói thêm rằng "mối quan hệ của Sega với NEC, một công ty Nhật Bản, đáng lẽ sẽ tạo ra sự khác biệt [trong quyết định của Sega khi áp dụng thiết kế của đội Nhật Bản.] Mặt khác, Stolar, "cảm thấy phiên bản Mỹ, phiên bản 3Dfx, nên được sử dụng. Nhật Bản muốn phiên bản tiếng Nhật và Nhật Bản đã thắng". Do đó, 3dfx đã đệ đơn kiện cả Sega và NEC tuyên bố vi phạm hợp đồng, cuối cùng sự việc được đưa ra tòa. Lựa chọn sử dụng kiến trúc PowerVR liên quan đến Electronic Arts (EA), một nhà phát triển lâu năm cho các máy chơi trò chơi của Sega. EA đã đầu tư vào 3dfx nhưng không quen thuộc với kiến trúc được chọn, được cho là ít mạnh mẽ hơn. Được kể lại bởi Hagiwara Shiro (tổng giám đốc của bộ phận phần cứng Sega) và Ian Oliver (giám đốc điều hành của công ty con Sega là Cross Products), SH-4 được chọn trong khi vẫn đang được phát triển và dựa trên quá trình cân nhắc kéo dài, bởi vì nó là bộ xử lý có sẵn "có thể thích ứng để cung cấp hiệu suất tính toán hình học 3D cần thiết". Đến tháng 2 năm 1998, Sega đã đổi tên thành Dural "Katana" (theo nghĩ của từ thanh kiếm Nhật Bản ), mặc dù một số thông số kỹ thuật phần cứng như RAM vẫn chưa được hoàn thiện.
Biết rằng Sega Saturn đã khởi động lại do chi phí sản xuất cao và phần cứng phức tạp, Sega đã thực hiện một cách tiếp cận khác với Dreamcast. Giống như các máy chơi  trò chơi điện tử Sega trước đây, Dreamcast được thiết kế xung quanh các hệ thống con thông minh, hoạt động song song với nhau, nhưng các lựa chọn phần cứng này phù hợp với máy tính cá nhân hơn máy chơi trò chơi điện tử, giúp giảm chi phí. Theo Damien McFerran, "bo mạch chủ là một kiệt tác của thiết kế sạch sẽ, không lộn xộn và tương thích". Chuyên gia kinh tế Trung Quốc và Giám đốc điều hành Sega.com tương lai, Brad Huang, đã thuyết phục Chủ tịch Sega Okawa Isao tích hợp một modem với mỗi máy Dreamcast bất chấp sự phản đối đáng kể từ nhân viên của Okawa về chi phí đội thêm $15 cho mỗi máy. Để giải thích cho những thay đổi nhanh chóng trong việc cung cấp dữ liệu tại nhà, Sega đã thiết kế modem của Dreamcast thành mô-đun. Sega đã chọn định dạng phương tiện truyền thông GD-ROM. GD-ROM, được đồng phát triển bởi Sega và Yamaha, có thể sản xuất hàng loạt với giá tương tự như một đĩa CD-ROM bình thường, như vậy tránh được các chi phí lớn hơn của công nghệ DVD-ROM. Vì định dạng GD-ROM có thể chứa khoảng 1 GB dữ liệu, việc sao chép bất hợp pháp các trò chơi Dreamcast vào CD-ROM 650 MB đôi khi yêu cầu loại bỏ một số tính năng, mặc dù điều này không ngăn được việc sao chép phần mềm Dreamcast. Microsoft phát triển một phiên bản Dreamcast tùy chỉnh của Windows CE với DirectX API và các thư viện liên kết động, giúp dễ dàng chuyển các trò chơi PC sang các nền tảng khác, mặc dù các lập trình viên cuối cùng ưu tiên các công cụ phát triển của Sega hơn các công cụ phát triển của Microsoft.
Sega đã tổ chức một cuộc thi công khai để đặt tên cho hệ máy mới của mình và xem xét hơn 5.000 mục khác nhau trước khi chọn "Dreamcast" ám chỉ "giấc mơ" và "phát sóng". Theo Katsutoshi Eguchi, nhà phát triển trò chơi Nhật Bản, Eno Kenji, đã gửi tên và tạo logo xoắn ốc cho Dreamcast, nhưng tuyên bố này chưa được Sega xác minh. Âm thanh mở máy của Dreamcast được sáng tác bởi nhạc sĩ Nhật Bản Sakamoto Ryuichi. Vì Saturn đã làm mất danh tiếng của Sega, công ty đã lên kế hoạch gạch tên nó và thành lập một thương hiệu mới tương tự PlayStation của Sony, nhưng cuối cùng đội ngũ quản lý của Irimajiri đã quyết định giữ lại logo của Sega ở ngoài Dreamcast. Sega chi 50-80 triệu $ để phát triển phần cứng, 150-200 triệu $ vào phát triển phần mềm, và 300 triệu$ để xúc tiến toàn cầu - một khoản tiền mà Irimajiri, cựu giám đốc điều hành Honda, từng so sánh điều này khá là hài hước khi so với các khoản đầu tư cần thiết để thiết kế xe ô tô mới.

### Phát hành
Mặc dù chịu tổn thất lớn trên Saturn, bao gồm giảm 75% lợi nhuận trong nửa năm ngay trước khi Nhật Bản ra mắt Dreamcast, Sega vẫn cảm thấy tự tin về hệ máy mới của mình. Dreamcast thu hút sự quan tâm đáng kể và có nhiều đơn đặt hàng trước. Sega thông báo phần tiếp theo của Sonic Adventure có sự tham gia của linh vật công ty, Sonic the Hedgehog, sẽ bắt kịp thời điểm ra mắt của Dreamcast và quảng bá trò chơi quy mô lớn tại Tokyo Kokusai Forum Hall. Tuy nhiên, Sega không thể đạt được mục tiêu vận chuyển cho việc ra mắt tại Nhật Bản của Dreamcast vì thiếu chipset PowerVR, do tỷ lệ thất bại cao trong quá trình sản xuất. Vì có hơn một nửa máy đã được đặt hàng trước, Sega quyết định ngừng cho đặt trước tại Nhật Bản. Vào ngày 27 tháng 11 năm 1998, Dreamcast ra mắt tại Nhật Bản với mức giá 29.000JP¥ và toàn bộ máy đã được bán hết vào cuối ngày. Tuy nhiên, trong số bốn trò chơi có sẵn khi ra mắt, chỉ có một bản port của Virtua Fighter 3, trò chơi arcade thành công nhất mà Sega từng phát hành ở Nhật Bản đã bán rất chạy. Sega ước tính rằng 200.000-300.000 máy Dreamcast có thể đã được bán khớp với nguồn cung. Các trò chơi Dreamcast quan trọng như Sonic Adventure và Sega Rally Championship 2, trước đó bị trì hoãn, đã kịp có mặt trong những tuần tiếp theo, nhưng doanh số tiếp tục chậm hơn dự kiến. Irimajiri hy vọng sẽ bán được hơn 1 triệu máy Dreamcast tại Nhật Bản vào tháng 2 năm 1999, nhưng chưa đến 900.000 máy được bán, làm suy yếu nỗ lực của Sega trong việc xây dựng một cơ sở lắp đặt mới đủ để đảm bảo sự tồn tại của Dreamcast, trong sự cạnh tranh khốc liệt đến từ các nhà sản xuất khác. Đã có báo cáo về việc người tiêu dùng Nhật Bản thất vọng trả lại Dreamcast và sử dụng khoản tiền hoàn lại để mua thêm phần mềm của PlayStation. Seaman, được phát hành vào tháng 7 năm 1999, được coi là hit lớn đầu tiên của Dreamcast tại Nhật Bản. Trước khi ra mắt ở phương Tây, Sega đã giảm giá Dreamcast xuống còn 19.900JP¥, không có lợi ích gì cho việc sản xuất thêm phần cứng nhưng có lợi cho việc tăng doanh số. Việc giảm giá và phát hành Soulcalibur của Namco đã giúp Sega kiếm được thêm 17% thị phần.

Trước khi phát hành Dreamcast, Sega đã bị giáng một đòn mạnh khi EA, nhà phát hành  trò chơi điện tử bên thứ ba lớn nhất đã tuyên bố sẽ không phát triển trò chơi cho máy. Giám đốc sáng tạo của EA, Bing Gordon, nói rằng Sega "đã lật đổ cấu hình [về việc có bao gồm modem hay không cũng như chọn PowerVR xa lạ chưa từng được người chơi biết đến so với 3Dfx] và vì Dreamcast trở thành hệ máy mà đội ngũ phát triển trò chơi của EA ít muốn làm việc với nhất, trong lịch sử của cả EA, là quá đủ. Cuối cùng, có cảm giác như Sega không hoạt động như một công ty phần cứng có đầy đủ thẩm quyền ". Gordon cũng tuyên bố "Sega không đủ khả năng để cấp cho chúng tôi [EA] loại giấy phép tương tự mà EA đã có trong năm năm qua". Stolar có một tài khoản khác nói về sự cố trong các cuộc đàm phán với EA, nhớ lại chủ tịch EA, Larry Probst, đặc biệt muốn "độc quyền là thương hiệu phát hành trò chơi thể thao trên Dreamcast", mà Stolar không thể chấp nhận, do gần đây Sega đã mua Visual Concepts, một nhà phát triển trò chơi thể thao khác với giá hợp đồng tới 10 triệu đô la. Trong khi loạt Madden NFL của EA mang sức mạnh thương hiệu quá lớn, Stolar coi NFL 2K vượt trội hơn rất nhiều và cung cấp "trải nghiệm đột phá" để ra mắt Dreamcast. Mặc dù Dreamcast không có trò chơi thể thao nổi tiếng nào của EA, nhưng "Sega Sports" được phát triển chủ yếu bởi Visual Concepts đã giúp lấp đầy khoảng trống đó.
—Peter Moore, nói chuyện với  Electronic Gaming Monthly  về việc Dreamcast sắp ra mắt.
 Hợp tác chặt chẽ với Midway Games (đã phát triển bốn trò chơi khởi động cho máy) và tận dụng mười tháng sau khi phát hành Dreamcast tại Nhật Bản, Sega of America đã làm việc cật lực để đảm bảo sẽ ra mắt thành công hơn ở Mỹ với tối thiểu 15 trò chơi. Mặc dù vẫn còn cay đắng về sự việc phát hành sớm của Saturn, Stolar thành công trong việc sửa chữa mối quan hệ với các nhà bán lẻ lớn của Mỹ, kết quả Sega đã bán ra thêm 300.000 máy Dreamcast. Ngoài ra, còn có chương trình khuyến mãi trước khi ra mắt, cho phép người dùng có thể thuê máy từ Hollywood Video trong những tháng trước khi ra mắt chính thức vào tháng 9. Phó chủ tịch tiếp thị cao cấp của Sega of America Peter Moore, một nhân vật rất trung thành với thương hiệu Sega, đã làm việc với Foote, Cone & Belding và Access Communications để phát triển chiến dịch "It's Thinking" có thời lượng 15 giây quảng cáo trên truyền hình, nhấn mạnh sức mạnh phần cứng của Dreamcast. Theo Moore, "Chúng tôi cần tạo ra thứ gì đó thực sự gây tò mò cho người dùng, phần nào xin lỗi những sai lầm trong quá khứ, khơi gọi tất cả những điều yêu thích nhất về Sega, chủ yếu từ thời Genesis." Vào ngày 11 tháng 8, Sega of America xác nhận Stolar đã bị sa thải, để Moore chỉ đạo việc phát hành.
Dreamcast ra mắt tại Bắc Mỹ vào ngày 9 tháng 9 năm 1999 với mức giá 199 đô la mà tiếp thị của Sega có tên là "9/9/99 for $199". Với mười tám trò chơi có sẵn cho Dreamcast ở Mỹ. Sega lập kỷ lục doanh số mới bằng cách bán hơn 225.132 máy Dreamcast trong 24 giờ, kiếm được cho công ty 98,4 triệu đô la, cái mà Moore gọi là "24 giờ huy hoàng nhất trong lịch sử ngành giải trí". Trong vòng hai tuần, doanh số Dreamcast của Mỹ đã vượt quá 500.000. Vào Giáng sinh, Sega nắm 31% thị phần trò chơi điện tử ở Bắc Mỹ. Các trò chơi khởi động gồm Soul Calibur, một trò chơi đối kháng được tăng cường phần đồ họa, tiếp tục bán được thêm một triệu bản, và trò chơi mô phỏng bóng đá chất lượng cao NFL 2K của Visual Concepts. Vào ngày 4 tháng 11, Sega tuyên bố đã bán được hơn một triệu máy Dreamcast. Tuy nhiên, màn ra mắt đã bị hủy hoại bởi một trục trặc tại một trong những nhà máy sản xuất của Sega, nơi sản xuất ra các GD-ROM bị lỗi.
Sega đã phát hành Dreamcast ở châu Âu vào ngày 14 tháng 10 năm 1999, với mức giá GB£200. Đến ngày 24 tháng 11, 400.000 máy đã được bán ở châu Âu. Vào Giáng sinh năm 1999, Sega of Europe báo cáo bán được 500.000 máy, đạt trước sáu tháng so với kế hoạch. Nhưng doanh số không tiếp tục nỗi ở tốc độ này và đến tháng 10 năm 2000, Sega chỉ bán được khoảng 1 triệu máy tại châu Âu. Là một phần trong chương trình khuyến mãi Dreamcast của Sega ở châu Âu, công ty đã tài trợ cho bốn câu lạc bộ bóng đá châu Âu: Arsenal FC (Anh), AS Saint-Étienne (Pháp), U.C. Sampdoria (Ý), và Deportivo de La Coruña (Tây Ban Nha).

### Sự cạnh tranh

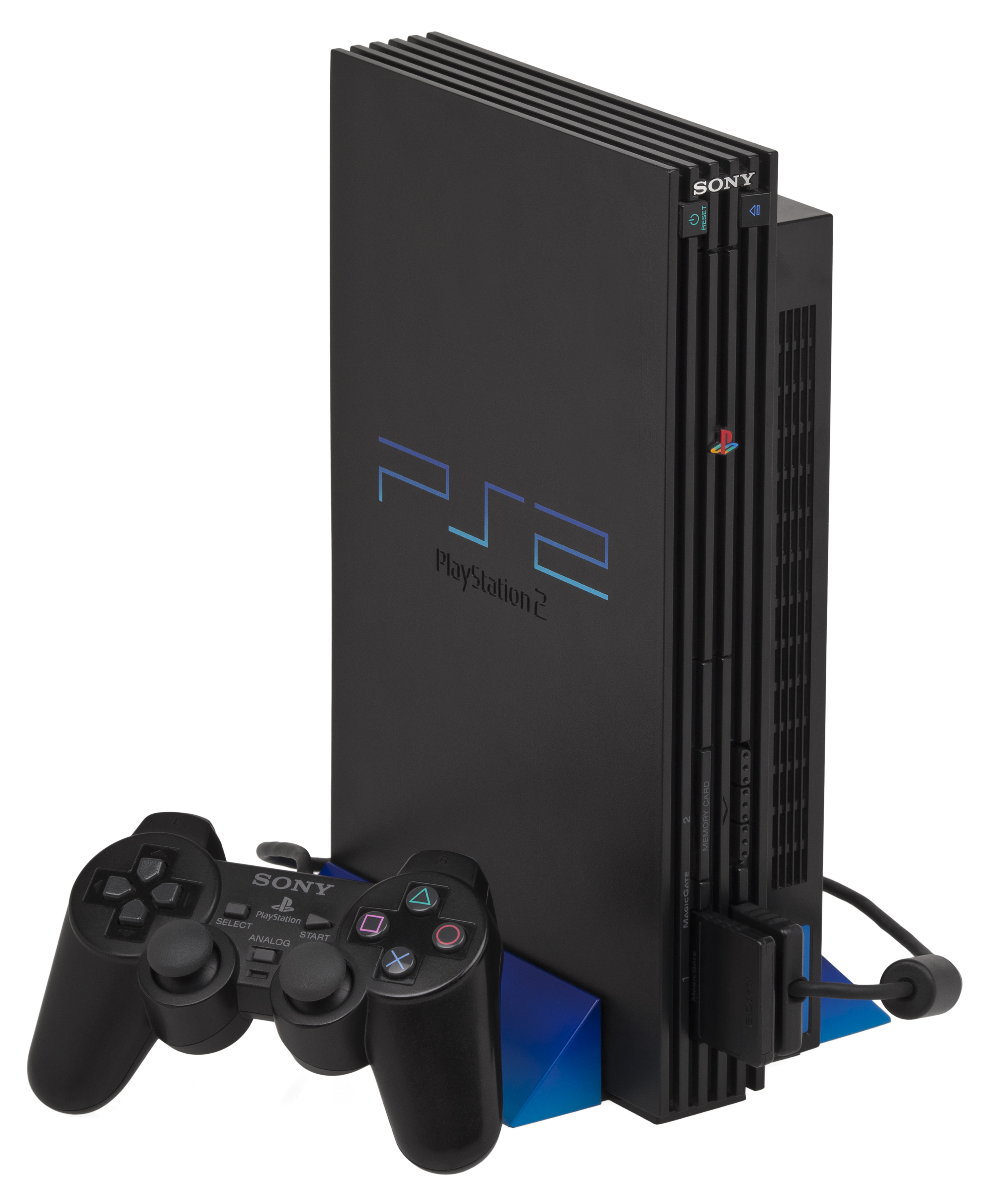
PS2 cạnh tranh gay gắt với Dreamcast

Mặc dù việc ra mắt Dreamcast đã thành công, Sony vẫn nắm giữ 60% thị phần trò chơi điện tử nói chung ở Bắc Mỹ với sản phẩm PlayStation vào cuối năm 1999. Vào ngày 2 tháng 3 năm 1999, trong một báo cáo gọi là "hoàn toàn công khai, thông báo chuẩn vaporware-like" Sony tiết lộ những chi tiết đầu tiên của chương trình 'thế hệ PlayStation tiếp theo ', mà Kutaragi Ken tuyên bố sẽ cho phép các trò chơi điện tử vươn tới tầm truyền đạt cảm xúc chưa từng có. Trung tâm của kế hoạch tiếp thị mà Sony và bản thân PlayStation 2 sắp ra mắt là một CPU mới (có tốc độ xung nhịp 294 MHz ) do Sony và Toshiba cùng phát triển "Emotion Engine", Kutaragi tuyên bố nó sẽ có bộ xử lý đồ họa với băng thông gấp 1.000 lần so với bộ xử lý đồ họa PC hiện đại và hiệu suất tính toán 6,2 gigaflop, cạnh tranh với hầu hết các siêu máy tính. Sony, công ty đã đầu tư 1,2 tỷ đô la vào hai nhà máy chế tạo chất bán dẫn tích hợp quy mô lớn để sản xuất "Emotion Engine" và "Graphics Synthesizer" của PlayStation 2, thiết kế cho thấy cỗ máy này có thể đẩy nhiều đa giác thô hơn bất kỳ máy chơi trò chơi điện tử nào trong lịch sử. Sony tuyên bố PlayStation 2 có thể tạo ra 75 triệu đa giác thô mỗi giây mà hoàn toàn không có hiệu ứng và 38 triệu mà không tính đến các tính năng như kết cấu, trí tuệ nhân tạo hoặc vật lý. Với những hiệu ứng như vậy, Sony ước tính PlayStation 2 có thể tạo ra 7,5 triệu  đến 16 triệu đa giác mỗi giây, trong khi ước tính độc lập dao động từ 3 triệu đến 20 triệu, theo ước tính của Sega từ hơn 3 triệu đến 6 triệu cho Dreamcast. Hệ máy cũng sẽ sử dụng định dạng DVD-ROM, có thể chứa nhiều dữ liệu hơn định dạng GD-ROM của Dreamcast. Vì có thể kết nối Internet khi chơi phim, nhạc và trò chơi điện tử, Sony coi PlayStation 2 là tương lai của giải trí tại gia. Tin đồn lan truyền rằng PlayStation 2 là siêu máy tính có khả năng dẫn đường cho tên lửa và hiển thị đồ họa chất lượng tầm cỡ Toy Story, Kutaragi tự hào về khả năng trực tuyến của máy sẽ mang đến cho người dùng một khả năng tương tự như việc được "cắm vào 'Ma trận'!" Ngoài ra, Sony nhấn mạnh rằng PlayStation 2 sẽ tương thích ngược với hàng trăm trò chơi PlayStation trước đó. Các thông số kỹ thuật của Sony dường như khiến Dreamcast trở nên lỗi thời vài tháng trước khi ra mắt tại Mỹ, mặc dù các báo cáo sau đó cho rằng PlayStation 2 không mạnh như mong đợi và rất khó để lập trình trò chơi. Cùng năm đó, Nintendo tuyên bố rằng hệ máy tiếp theo của họ sẽ đáp ứng hoặc vượt qua mọi thứ trên thị trường và Microsoft cũng bắt đầu phát triển máy chơi trò chơi của riêng mình.
Động lực ban đầu của Sega được đền đáp thoáng qua khi doanh số Dreamcast của Mỹ vượt quá 1,5 triệu vào cuối năm 1999 dự định sẽ giảm vào đầu tháng 1 năm 2000. Doanh số bán hàng kém tại Nhật Bản đã đóng góp cho Sega 42,88 tỷ yên (404 triệu đô la) khoản lỗ trong năm tài chính kết thúc vào tháng 3 năm 2000, theo sau khoản lỗ tương tự 42,881 tỷ yên của năm trước và đánh dấu khoản lỗ hàng năm thứ ba liên tiếp của Sega. Mặc dù doanh số chung của Sega trong nhiệm kỳ tăng 27,4% và doanh số Dreamcast ở Bắc Mỹ và Châu Âu vượt quá mong đợi của công ty, sự gia tăng doanh số này trùng khớp với việc giảm lợi nhuận do các khoản đầu tư cần thiết để khởi động Dreamcast tại các thị trường phương Tây và doanh số bán phần mềm khá kém ở Nhật Bản. Đồng thời, điều kiện thị trường ngày càng xấu đi, làm giảm lợi nhuận của hoạt động kinh doanh trò chơi arcade của Sega, khiến công ty phải đóng cửa 246 địa điểm. Biết rằng "họ phải câu cá chỗ có cá", chủ tịch Sega of America Peter Moore (người đảm nhận vị trí của Stolar - đã bị sa thải) và các nhà phát triển trò chơi cho Sega of Japan tập trung vào thị trường Mỹ để chuẩn bị cho sự ra mắt sắp tới của PS2.  Cuối cùng, Sega of America đã ra mắt nhà cung cấp dịch vụ Internet của riêng mình, Sega.com, dẫn đầu bởi CEO Brad Huang. Vào ngày 7 tháng 9 năm 2000, Sega.com ra mắt SegaNet, dịch vụ chơi trò chơi trực tuyến của Dreamcast, với mức giá đăng ký là 21,95 đô la mỗi tháng. Mặc dù trước đây Sega chỉ phát hành một trò chơi Dreamcast ở Mỹ có nhiều người chơi trực tuyến (ChuChu Rocket !, Một trò chơi giải đố được phát triển bởi Sonic Team ), sự ra mắt của SegaNet (cho phép người dùng trò chuyện, gửi email và lướt web) kết hợp với NFL 2K1 (một trò chơi bóng đá trực tuyến mạnh mẽ) nhằm tăng nhu cầu tại thị trường Mỹ.   Dịch vụ này sau đó sẽ hỗ trợ các trò chơi bao gồm Bomberman Online, Quake III Arena, và Unreal Tournament. Ngày ra mắt 7 tháng 9 trùng với một chiến dịch quảng cáo mới để quảng bá SegaNet, bao gồm cả MTV Video Music Awards, được Sega tài trợ năm thứ hai liên tiếp. Sega sử dụng các chiến lược giá mạnh mẽ liên quan đến việc chơi trò chơi trực tuyến. Tại Nhật Bản, mỗi Dreamcast được bán bao gồm một năm được truy cập Internet miễn phí, mà Okawa đã tự trả tiền. Trước khi SegaNet ra mắt, Sega đã đề nghị giảm giá 200 đô la cho bất kỳ chủ sở hữu Dreamcast nào đã mua hai năm truy cập Internet từ Sega.com. Để tăng sức hấp dẫn của SegaNet tại Mỹ, Sega đã giảm giá Dreamcast xuống còn 149 đô la (so với giá khởi điểm của Mỹ là 299 đô la) và giảm giá cho gói trò chơi 149 đô la của Dreamcast (tặng kèm Bàn phím Dreamcast) với mỗi thuê bao SegaNet 18 tháng.
Moore nhấn mạnh việc Dreamcast cần bán 5 triệu máy tại Mỹ vào cuối năm 2000 để duy trì tính khả thi, nhưng cuối cùng Sega đã không đạt được mục tiêu này với khoảng 3 triệu máy. Hơn nữa, những nỗ lực của Sega nhằm thúc đẩy doanh số Dreamcast tăng lên thông qua việc giảm giá thấp hơn và hoàn tiền mặt gây ra tổn thất tài chính leo thang. Thay vì lợi nhuận dự kiến, trong sáu tháng, kết thúc là tháng 9 năm 2000, Sega đã báo cáo khoản lỗ 17,98 tỷ yên (163,11 triệu USD), công ty dự kiến khoản lỗ cuối năm là 23,6 tỷ yên. Ước tính này đã tăng hơn gấp đôi lên 58,3 tỷ Yên, và vào tháng 3 năm 2001, Sega đã công bố khoản lỗ ròng hợp nhất là 51,7 tỷ yên (tương đương 417,5 triệu đô la). Mặc dù việc ra mắt ngày 26 tháng 10 tại Mỹ của PS2 đã bị hủy hoại do thiếu máy, nhưng điều này không mang lại lợi ích cho Dreamcast nhiều như mong đợi; Nhiều người dùng tiếp tục chờ đợi máy PS3, trong khi PSone, phiên bản được làm lại của PlayStation gốc, là máy chơi trò chơi bán chạy nhất ở Mỹ vào đầu mùa lễ 2000. Theo Moore, "hiệu ứng PlayStation 2 mà chúng tôi dựa vào tỏ ra không hiệu quả đối với chúng tôi... mọi người thích chờ đợi càng lâu càng tốt... Điều xảy ra là sự thiếu sẵn sàng của PlayStation 2 đã đóng băng cả thị trường." Cuối cùng, Sony và Nintendo lần lượt nắm giữ 50 và 35% thị trường trò chơi điện tử ở Mỹ, trong khi Sega chỉ nắm giữ 15%. Theo Bellfield, phần mềm Dreamcast được bán với tỷ lệ 8 trên 1 so với phần cứng, nhưng tỷ lệ này "dựa trên cơ sở cài đặt nhỏ không mang lại cho chúng tôi doanh thu... để giữ cho hệ máy này hoạt động dài hạn."

### Bị từ chối
—Peter Moore, nói về việc Dreamcast bị ngưng sản xuất.
Vào ngày 22 tháng 5 năm 2000, Okawa thay thế Irimajiri làm chủ tịch của Sega. Okawa từ lâu đã muốn Sega nên từ bỏ trận chiến máy chơi trò chơi điện tử . Cảm giác của ông không phải là duy nhất; nhà đồng sáng lập Sega, David Rosen, đã "luôn cảm thấy có một chút điên rồ khi họ giới hạn tiềm năng của mình đối với phần cứng Sega", và Stolar trước đây đã đề nghị Sega nên bán công ty của họ cho Microsoft. Vào tháng 9 năm 2000, trong một cuộc họp với các giám đốc điều hành Nhật Bản của Sega và người đứng đầu các xưởng phát triển trò chơi lớn ở Nhật Bản, Moore và Bellfield đã khuyến nghị Sega từ bỏ việc kinh doanh máy chơi trò chơi và tập trung vào phần mềm - đã đến lúc các xưởng trò chơi bước ra ngoài.
Tuy nhiên, vào ngày 31 tháng 1 năm 2001, Sega tuyên bố ngừng Dreamcast sau ngày 31 tháng 3 và tái cấu trúc công ty với tư cách là nhà phát triển bên thứ ba "không dựa trên nền tảng máy chơi trò chơi". Quyết định thuộc về Moore. Sega cũng tuyên bố giảm giá Dreamcast xuống còn 99 đô la để thanh lý số hàng tồn kho chưa bán được, ước tính khoảng 930.000 máy vào tháng 4 năm 2001.  Sau khi giảm thêm xuống còn 79 đô la, Dreamcast cuối cùng cũng được bán sạch các cửa hàng ở mức 49,95 đô la. Thiết bị Dreamcast cuối cùng được sản xuất có chữ ký của những người đứng đầu của tất cả chín xưởng phát triển trò chơi trong nội bộ của Sega, cũng như người đứng đầu của Visual Concepts và Wave Master, còn được tặng 55 trò chơi Dreamcast của bên thứ nhất thông qua một cuộc thi do tạp chí GamePro tổ chức. Okawa, người trước đây đã cho Sega vay 500 triệu đô la vào mùa hè năm 1999, qua đời vào ngày 16 tháng 3 năm 2001. Không lâu trước khi qua đời, ông đã xóa các khoản nợ của Sega và trả lại số cổ phiếu Sega và CSK trị giá 695 triệu USD của mình, giúp công ty tồn tại trong quá trình chuyển đổi thành bên thứ ba. Là một phần của việc tái cấu trúc này, gần một phần ba lực lượng lao động Tokyo của Sega đã bị sa thải vào năm 2001.
9,13 triệu máy Dreamcast đã được bán ra trên toàn thế giới. Sau khi Dreamcast ngừng hoạt động, các trò chơi chủ lực vẫn được phát triển và phát hành cho máy, đặc biệt là ở Nhật Bản. Tại Mỹ, việc phát hành trò chơi vẫn tiếp tục cho đến hết nửa đầu năm 2002. Sega of Japan tiếp tục hỗ trợ sửa chữa các máy Dreamcast cho đến năm 2007  Kể từ năm 2014, máy vẫn được hỗ trợ thông qua các bản phát hành độc lập MIL-CD. Sau 5 năm thua lỗ tài chính liên tiếp, Sega cuối cùng đã công bố lợi nhuận cho năm tài chính kết thúc vào tháng 3 năm 2003.
Những lý do dẫn đến sự thất bại của Dreamcast bao gồm cả cơn sốt PS2; thiếu sự hỗ trợ từ EA và Squaresoft, được coi là các nhà sản xuất thứ ba phổ biến nhất ở Mỹ và Nhật Bản; sự bất đồng giữa các giám đốc điều hành của Sega về tương lai của công ty và sự thiếu cam kết đối với sản phẩm của Okawa; Sega thiếu tiền quảng cáo, Bellfield nghi ngờ rằng Sega đã chi thậm chí chưa đến "một nửa" của 100 triệu đô la mà họ đã cam kết quảng cáo ở Mỹ; rằng thị trường chưa sẵn sàng cho việc chơi trò chơi trực tuyến; Sega tập trung vào các game thủ "khó tính" hơn người dùng chính; và thời điểm ra mắt không đúng lúc. Có lẽ lý do được thường xuyên nhắc đến nhất chính là việc danh tiếng của Sega bị tổn hại trong việc Sega hỗ trợ máy chơi trò chơi của mình quá kém. Viết cho GamePro, Blake Snow tuyên bố "máy chơi trò chơi được yêu thích này đã ra mắt nhiều năm trước đối thủ nhưng cuối cùng phải vật lộn để làm giảm tai tiếng [của Sega] thời Saturn, Sega 32X và Sega CD. Do đó, các game thủ bình thường và các nhà phát triển bên thứ ba đã nghi ngờ về khả năng của Sega." Dan Whitehead của Eurogamer lưu ý rằng cách tiếp cận "chờ xem" của người dùng và sự thiếu hỗ trợ từ EA là triệu chứng thay vì nguyên nhân cho việc Sega bị ruồng bỏ, kết luận rằng "sự sai lầm của Sega trong những năm 1990 đã khiến cả giới game thủ và nhà xuất bản cảnh giác với bất kỳ hệ máy mới nào."  Theo Jeremy Parish của 1UP.com, "Mặc dù thật dễ dàng để chỉ một ngón tay buộc tội vào Sony và đổ lỗi cho họ vì đã giết Dreamcast bằng cách bán quá nhiều máy PS2... đây là điều không trung thực về mặt trí tuệ nếu có lập trường như vậy... Sự hỗ trợ nghèo nàn của Mỹ đối với phần cứng như Sega CD, 32X và Saturn khiến các game thủ ngại ngùng. Nhiều người dùng cảm thấy bị cháy túi sau khi đầu tư vào các máy Sega đắt tiền và các thư viện trò chơi thiếu đủ thứ".
Thông báo về việc chuyển đổi thành nhà sản xuất thứ ba của Sega đã được mọi người đáp ứng nhiệt tình. Theo Travis Fahs của IGN, "Sega là một công ty có sức sáng tạo cao với sự nhanh chóng, ổn định trong việc mở rộng các khí tài. Có vẻ như họ đã ở một vị trí hoàn hảo để bắt đầu một cuộc sống mới với tư cách là nhà phát triển / nhà sản xuất." Cựu chủ tịch Working Designs, Victor Ireland, đã viết rằng "Nó thực sự là một điều tốt.. bởi vì bây giờ Sega vẫn tồn tại, làm những gì họ giỏi nhất: phần mềm." Các nhân viên của Newsweek nhận xét "Từ Sonic đến Shenmue, các lập trình viên của Sega đã tạo ra một số trải nghiệm hấp dẫn nhất trong lịch sử truyền thông tương tác... Không bị ảnh hưởng bởi một máy chơi trò chơi đang trong thời kỳ khó khăn, đội các nhà phát triển phần mềm đẳng cấp thế giới này có thể làm những gì họ giỏi nhất cho bất kỳ hệ máy nào trên thị trường". Rosen dự đoán "họ có tiềm năng nắm bắt được Electronic Arts". Game Informer, nhận xét về xu hướng sản xuất các tác phẩm kinh điển của Sega, đã tuyên bố: "Chúng ta hãy vui mừng vì Sega đang tạo ra các trò chơi chất lượng cho các máy chơi trò chơi hiện tại, để lịch sử không lặp lại."

## Thông số kỹ thuật

### Phần cứng
Về mặt vật lý, Dreamcast có các thông số lần lượt là 190 mm × 195,8 mm × 75,5 mm (7,48 in × 7,71 in × 2,97 in)  và nặng 1,5 kg (3,3 lb).  CPU chính của Dreamcast là loại hai chiều 360 MIPS superscalar Hitachi SH-4 32-bit RISC  tốc độ 200 MHz với bộ đệm dẫn 8 Kbyte, bộ đệm dữ liệu 16 Kbyte và đơn vị điểm nổi đồ họa 128 bit cung cấp 1.4 GFLOPS. Bộ công cụ kết xuất 100 MHz NEC PowerVR2 của nó được tích hợp với ASIC của hệ thống, có khả năng vẽ hơn 3 triệu đa giác mỗi giây và tạo đổ bóng. Sega ước tính Dreamcast về mặt lý thuyết có khả năng hiển thị 7 triệu đa giác thô mỗi giây, hoặc 6 triệu với kết cấu và ánh sáng, nhưng lưu ý "logic trò chơi và tính vật lý sẽ làm giảm hiệu suất đồ họa đỉnh cao". Các hiệu ứng đồ họa bao gồm bộ lọc tam tuyến, đổ bóng gouraud, z-buffering, khử răng cưa khoảng không, sắp xếp độ mờ trên mỗi pixel và hệ thống va chạm. Máy có thể xuất ra khoảng 16,77 triệu màu đồng thời và hiển thị video quét xen kẽ hoặc lũy tiến ở độ phân giải video 640×480. Bộ xử lý âm thanh 67 MHz Yamaha AICA, với lõi CPU ARM7 RISC 32 bit, có thể tạo ra 64 giọng nói với PCM hoặc ADPCM, cung cấp hiệu suất gấp mười lần hệ thống âm thanh của Saturn. Dreamcast có thanh RAM chính 16 MB, cùng với 8 MB RAM bổ sung cho kết cấu đồ họa, và 2 MB RAM cho âm thanh. Máy đọc các đa phương tiện bằng cách sử dụng ổ GD-ROM Yamaha tốc độ 12x. Ngoài Windows CE, Dreamcast hỗ trợ một số giao diện lập trình ứng dụng Sega và phần mềm trung gian. Ở hầu hết các khu vực, Dreamcast đi kèm một modem di động để kết nối trực tuyến, nhằm để tự nâng cấp trong tương lai. Mô hình gốc của Nhật Bản và tất cả các mô hình PAL có tốc độ truyền 33,6 kbit/s, trong khi các máy chơi trò chơi được bán ở Mỹ và Nhật Bản sau ngày 9 tháng 9 năm 1999 có modem quay số 56 kbit/s.

### Những phiên bản
Sega đã sản xuất nhiều phiên bản Dreamcast, hầu hết trong số đó là độc quyền cho Nhật Bản. Một máy Dreamcast được tân trang lại có tên R7, ban đầu được sử dụng làm máy mạng trong các cửa hàng pachinko của Nhật Bản. Một mô hình khác, Divers 2000 CX-1, sở hữu hình dạng tương tự cái đầu của Sonic và bao gồm một TV và phần mềm cho đàm thoại từ xa. Một phiên bản Hello Kitty, giới hạn 2000 máy cũng xuất hiện, nhắm vào các nữ game thủ Nhật Bản. Các phiên bản đặc biệt như Seaman và Resident Evil Code: Veronica. Các màu máy khác nhau cũng được bán thông qua một dịch vụ có tên "Dreamcast Direct" tại Nhật Bản. Toyota cũng sản xuất các máy Dreamcast phiên bản đặc biệt tại 160 đại lý ở Nhật Bản. Ở Bắc Mỹ, một Dreamcast màu đen phiên bản giới hạn đã được phát hành với logo Sega Sports trên nắp, bao gồm tay cầm màu đen mang nhãn hiệu Sega Sports và hai trò chơi.

### Phụ kiện
Bộ tay cầm điều khiển Dreamcast dựa trên bộ tay cầm điều khiển 3D Saturn và tích hợp cả thanh analog và D-pad, bốn nút hành động, nút khởi động và hai nút kích hoạt tương tự. Hệ thống có bốn cổng cắm bộ điều khiển, mặc dù máy chỉ được đóng gói với một bộ tay cầm điều khiển. Thiết kế bộ điều khiển của Dreamcast, được các nhân viên của Edge mô tả là "một sự tiến hóa xấu xí từ bộ tay cầm điều khiển 3D Saturn", và bị gọi là "[không] có gì là tuyệt vời" bởi Sam Kennedy của 1UP.com và "vụng về" bởi Andy McNamara của Game Informer. Các nhân viên của IGN đã viết "không giống như hầu hết các tay cầm điều khiển, tay cầm của Sega trói tay người dùng vào một vị trí song song không thoải mái." Trái ngược với Sega CD và Sega Saturn, tích hợp cả bộ nhớ sao lưu nội bộ,  Dreamcast sử dụng thẻ nhớ 128 kbyte được gọi là VMU (hay "Visual Memory Unit") để lưu trữ dữ liệu. VMU có màn hình LCD nhỏ, đầu ra âm thanh từ nguồn âm thanh PWM một kênh, bộ nhớ điện tĩnh, bộ đệm định hướng và bốn nút. VMU có thông tin trò chơi, được sử dụng như một thiết bị chơi trò chơi cầm tay siêu nhỏ, và kết nối với một số máy arcade Sega. Ví dụ: người chơi sử dụng VMU để chơi trong NFL 2K hoặc nuôi thú cưng ảo trong Sonic Adventure. Sega lưu ý VMU có thể được sử dụng "như một khu vực riêng tư, sự vắng mặt của nó đã ngăn cản việc triển khai hiệu quả nhiều loại trò chơi trong quá khứ." Sau khi một khe VMU được tích hợp vào thiết kế của bộ tay cầm, các kỹ sư của Sega đã tìm thấy nhiều cách sử dụng khác cho nó, vì vậy một khe thứ hai đã được thêm vào. Khe này thường được sử dụng cho các chế độ rung có phản hồi lực như "Jump Pack" của Sega và "Tremor Pack" của Performance, mặc dù nó cũng có thể được sử dụng cho các thiết bị ngoại vi khác bao gồm micrô cho phép điều khiển giọng nói và giao tiếp giữa những người chơi với nhau. Các thẻ của bên thứ ba khác cung cấp lưu trữ, một còn có cả màn hình LCD. Iomega đã công bố ổ đĩa zip tương thích Dreamcast có thể lưu trữ tới 100 MB dữ liệu trên các đĩa di động, nhưng nó không bao giờ được phát hành.
Các bộ tay cầm bên thứ ba khác nhau đến từ các công ty như Mad Catz thêm vào các nút và tính năng bổ sung khác; bên thứ ba cũng sản xuất cần điều khiển kiểu arcade cho các trò chơi song đấu, như Arcade Stick của Agetech và Alloy Stick Arcade của Interact. Mad Catz và Agetec còn thiết kế bánh lái dành cho các trò chơi đua xe. Sega quyết định không phát hành súng ở Mỹ, nhưng một số súng của bên thứ ba đã xuất hiện. Dreamcast cũng hỗ trợ bộ điều khiển chuyển động "dây cuộn và cần câu" và bàn phím để nhập văn bản. Mặc dù nó được thiết kế cho các trò chơi câu cá như Sega Bass Fishing, Soul Calibur cũng có thể chơi được với bộ điều khiển câu cá, theo kiểu dịch chuyển theo hướng dọc và ngang thành phương pháp kiếm thuật trên màn hình, được cho là tiền thân của Wii Remote. Phiên bản chuyển thể từ bản tiếng Nhật của Cyber Troopers Virtual-On Oratorio Tangram hỗ trợ thiết bị ngoại vi "Twin Stick", nhưng nhà phát hành phía bên Mỹ của trò chơi, Activision, đã chọn không phát hành nó ở Mỹ  Dreamcast có thể kết nối với Neo Geo Pocket Color của SNK, là cảm hứng cho cáp kết nối GameCube, Game Boy Advance của Nintendo. Sega cũng sản xuất Dreameye, một máy ảnh kỹ thuật số có thể kết nối với Dreamcast, được sử dụng để trao đổi hình ảnh và tham gia trò chuyện video qua kết nối Internet. Sega hy vọng các nhà phát triển sẽ sử dụng Dreameye cho các phần mềm trong tương lai, như một số sau này đã làm với thiết bị ngoại vi EyeToy tương tự của Sony. Ngoài ra, Sega còn tham gia vào việc cho phép người dùng gọi điện thoại bằng Dreamcast, cũng như thảo luận với Motorola về việc phát triển một điện thoại di động hỗ trợ Internet có thể sử dụng công nghệ từ hệ máy để cho phép tải các trò chơi và dữ liệu khác nhanh chóng.
Máy có thể chiếu video thông qua một số phụ kiện khác nhau. Bộ máy đi kèm với cáp A/V, được coi là tiêu chuẩn cho kết nối video và âm thanh. Sega và các bên thứ ba khác nhau cũng sản xuất các đầu nối Bộ điều chế RF và cáp S-Video. Bộ chuyển đổi VGA cho phép chơi các trò chơi Dreamcast trên màn hình máy tính hoặc TV độ nét cao với tùy chỉnh 480p.

## Thư viện trò chơi
Trước khi ra mắt Dreamcast tại Nhật Bản, Sega đã công bố phát hành  New Arcade Operation Machine Idea (NAOMI) mới, có thể coi là một sự thay thế rẻ tiền hơn cho Sega Model 3. NAOMI có công nghệ tương tự như Dreamcast, mặc dù mạnh gấp đôi, video, bộ nhớ âm thanh và bảng flash ROM 160 Mbyte thay cho ổ đĩa GD-ROM, cho phép chuyển đổi gần như tất cả các trò chơi arcade. Các trò chơi đã được chuyển từ NAOMI sang Dreamcast bởi một số công ty arcade hàng đầu của Nhật Bản, bao gồm Capcom (Marvel vs. Capcom 2 và Project Justice), Tecmo (Dead or Alive 2), Treasure (Ikaruga) và chính Sega (F355 Challenge và Crazy Taxi).
Trong cái được gọi là "khoảnh khắc sáng tạo đáng chú ý", năm 2000, Sega  tái cấu trúc các nhóm phát triển arcade và console của mình thành 9 studio bán tự do, được các nhà thiết kế hàng đầu của công ty đứng đầu. Các studio bao gồm United Game Artists (UGA) (đứng đầu là nhà cựu sản xuất Sega Rally Championship, Tetsuya Mizuguchi), Hitmaker (đứng đầu là người tạo ra Crazy Taxi và chủ tịch Sega tương lai Hisao Oguchi), Smilebit (đứng đầu là Shun Arai và bao gồm nhiều cựu và các nhà phát triển tương lai của Panzer Dragoon và Yakuza đến từ Team Andromeda), Overworks (đứng đầu là Noriyoshi Oba và các nhà phát triển từ nhượng quyền Sega bao gồm Sakura Wars, Shinobi và Streets of Rage), Sega AM2 (studio arcade nổi tiếng nhất của Sega và nhà phát triển của loạt trò chơi song đấu Virtua Fighter, đứng đầu là nhà phát triển hàng đầu của công ty, Yu Suzuki) và Sonic Team (nhà phát triển của loạt trò chơi hàng đầu của Sega, Sonic the Hedgehog, đứng đầu là Yuji Naka). Nhà thiết kế chung của Sega được khuyến khích thử nghiệm và được hưởng lợi từ một quá trình tương đối lỏng lẻo, dẫn đến các trò chơi như Rez (một nỗ lực nhằm mô phỏng cảm giác, kèm theo hình thức một trò chơi bắn súng đường sắt), The Typing of the Dead (phiên bản The House of the Dead làm lại thành một trò chơi huấn luyện gõ phím), Seaman (giả lập thú cưng, người chơi sử dụng micro để tương tác với một con cá hình người kỳ cục có sự phát triển và tường thuật lại bởi Leonard Nimoy), và Segagaga (một trò chơi nhập vai độc quyền ở Nhật Bản, là lời bình về sự phong phú của các phần tiếp theo được sản xuất bởi ngành công nghiệp trò chơi điện tử, trong đó người chơi được giao nhiệm vụ ngăn chặn Sega không bị phá sản). Sega cũng hồi sinh các trò chơi nhượng quyền từ thời Genesis, như Ecco the Dolphin. Các hãng nội bộ của Sega được hợp nhất bắt đầu từ năm 2003, với việc Mizuguchi rời công ty sau khi sáp nhập UGA với Sonic Team.
UGA đã tạo ra trò chơi âm nhạc Space Channel 5, trong đó người chơi giúp một nữ phóng viên tin tức ngoài vũ trụ tên là Ulala chiến đấu với người ngoài hành tinh bằng "năng lượng hào hứng" thông qua việc nhảy nhót. Dành cho đối tượng "phụ nữ bình thường", Space Channel 5 được coi là một trong những tài sản ban đầu "táo bạo và đáng yêu nhất" của Sega, kết hợp nhạc nền "phong cách retro" và "được nâng cao" với đồ họa "rực rỡ" và "đầy màu sắc" trình bày trực quan, mặc dù "thiếu chất chơi trò chơi thực sự."  Cả Space Channel 5 và Rez của UGA đều không thành công về mặt thương mại, Rez chỉ có sẵn ở thị trường Mỹ thông qua bản chuyển lên PS2 được phát hành với số lượng hạn chế.  Các bản chuyển arcade của Hitmaker bao gồm trò chơi đua xe thế giới mở Crazy Taxi, với lối chơi gây nghiện,  đã bán được hơn một triệu bản và thường được coi là một trong những trò chơi Dreamcast hay nhất và Virtua Tennis - hồi sinh thể loại trò chơi tennis với sơ đồ điều khiển hai nút đơn giản và sử dụng minigame để kiểm tra kỹ thuật của người chơi. Jet Set Radio của Smilebit - người chơi điều khiển một băng nhóm trượt băng trẻ trung, nổi loạn ở Tokyo được gọi là "GGs", người sử dụng graffiti để chiếm lãnh thổ từ các băng đảng đối thủ, cũng như trốn tránh lực lượng cảnh sát áp bức - được trích dẫn như một ví dụ chính về cam kết của Sega đối với các khái niệm trò chơi gốc trong suốt vòng đời của Dreamcast. trò chơi được ca ngợi nhờ nhạc nền "mạnh mẽ, gây ảo giác" của nhà soạn nhạc Hideki Naganuma kết hợp các yếu tố của "J-pop và Electro-funk" cũng như thông điệp về "tự thể hiện và bất đồng chính kiến", trò chơi cũng phổ biến đồ họa cel shaded. Mặc dù gameplay được khen ngợi, một số vẫn chỉ trích lối chơi của Jet Set Radio quá như tầm thường và nó thất bại trong việc đáp ứng kỳ vọng bán hàng của Sega. Được Rieko Kodama sản xuất, Trò chơi nhập vai truyền thống do Overworks phát triển, Skies of Arcadia được hoan nghênh nhờ đem vào trò chơi thế giới giả tưởng siêu thực của Jules Verne, những hòn đảo nổi và cướp biển trên bầu trời, nhân vật chính quyến rũ, nhấn mạnh tính độc đáo của môi trường, vũ khí, các trận chiến khinh khí cầu thú vị và cốt truyện đáng nhớ (bao gồm một chuỗi được nhìn từ nhiều góc độ).

AM2 đã phát triển những gì Sega hy vọng sẽ là ứng dụng sát thủ của Dreamcast, Shenmue, một "sử thi báo thù truyền thống kiểu điện ảnh Trung Quốc". trò chơi phiêu lưu hành động này nói về nhân vật chính Ryo Hazuki lên đường đi trả thù kẻ giết cha mình, nhưng điểm hấp dẫn chính của nó là việc tái hiện thành phố Yokosuka của Nhật Bản ở một mức độ chi tiết được coi là chưa từng có cho một trò chơi điện tử. Kết hợp mô phỏng chu kỳ ngày / đêm với việc thay đổi thời tiết, các nhân vật không phải người chơi có hẳn một lịch trình hành động, khả năng tùy chọn và kiểm tra các đối tượng chi tiết (cũng như giới thiệu Quick-time event ở dạng hiện đại), Shenmue hiển nhiên vượt quá ngân sách và được đồn đại là đã tiêu tốn của Sega hơn 50 triệu đô la. Ban đầu được lên kế hoạch là phần đầu tiên trong một loạt trò chơi dài 11 phần, Shenmue cuối cùng đã bị thu hẹp lại thành một bộ ba và chỉ có một phần tiếp theo được phát hành. Trong khi Shenmue được ca ngợi vì sự đổi mới, hình ảnh và âm nhạc, sự tiếp nhận của nó lại bị xáo trộn; những điểm chỉ trích bao gồm "những bức tường vô hình" làm hạn chế cảm giác tự do, gây nhàm chán cho người chơi do không thể tự do phát triển thêm mà phải chờ đợi các sự kiện được lên kế hoạch vào những thời điểm cụ thể, các đoạn cắt cảnh trong trò chơi quá nhiều và thiếu độ thử thách. Theo Moore, Shenmue đã bán "cực kỳ tốt", nhưng trò chơi không có cơ hội kiếm lợi nhuận do cơ sở được cài đặt còn bị hạn chế của Dreamcast. Shenmue II "đã được hoàn thành với số tiền hợp lý hơn nhiều", trong khi Sato bảo vệ Shenmue như một "khoản đầu tư [mà] một ngày nào đó sẽ được thu hồi" bởi vì "những tiến bộ trong quá trình phát triển mà chúng tôi đã học được... có thể được áp dụng cho các trò chơi khác". Ngoài sự tiếp nhận hỗn hợp dành cho Shenmue, Travis Fahs của IGN tuyên bố "thời đại [Dreamcast] không hợp với [AM2] như những năm trước đó" F355 Challenge là một trò chơi arcade "được hoan nghênh" nhưng "không được đón nhận nhiều ở nội địa", và bản Virtua Fighter 3 của Genki không thua kém gì phiên bản arcade, "đã vài năm tuổi và không bao giờ phổ biến như bản tiền nhiệm của nó." Loạt Virtua Fighter sẽ trải qua "sự trở lại ấn tượng" với Virtua Fighter 4 từng được hoan nghênh trên toàn cầu - chính là phiên bản console được phát hành độc quyền trên PS2. 
—Phóng viên Steven L. Kent, Tháng 3 năm 2001.
Là trò chơi platform 3D hoàn chỉnh đầu tiên có sự tham gia của linh vật Sega, Sonic the Hedgehog, Sonic Adventure của Sonic Team được coi là "trung tâm của buổi ra mắt [Dreamcast]". Adventure thu hút những lời chỉ trích cho các vấn đề kỹ thuật, bao gồm các góc camera thất thường và ổn định, nhưng được đánh giá cao cho hình ảnh "ngọt ngào", "mênh mông, môi trường trong trò chơi khó lường" và hình ảnh mang tính biểu tượng-bao gồm một phân đoạn trong đó Sonic chạy xuống phía bên của một tòa nhà chọc trời đã được mô tả là đỉnh cao sáng tạo của loạt Sonic. Tuy nhiên, nó đã thất bại trong việc "bắt kịp người chơi giống như cái cách mà Super Mario 64 của Nintendo đã làm", có lẽ do trò chơi thiếu chiều sâu. Nổi bật bởi cách sử dụng nhiều cốt truyện với nhiều hình thức chơi khác nhau, Adventure bán được 2,5 triệu bản, biến nó thành trò chơi bán chạy nhất của Dreamcast. Sonic Team cũng đã phát triển trò chơi trực tuyến đầu tiên của Dreamcast, Chu Chuu Rocket! trò chơi nhận nhiều lời khen ngợi vì lối chơi giải đố gây nghiện và các trận đấu nhiều người chơi "điên cuồng", và trò chơi âm nhạc cực kỳ thành công Samba de Amigo, được chú ý nhờ tính năng ngoại vi đắt tiền và màu sắc sặc sỡ. Có lẽ trò chơi có ảnh hưởng lớn nhất đến Sonic Team là Phantasy Star Online, trò chơi nhập vai console trực tuyến đầu tiên. Được phát triển sau khi Okawa yêu cầu một trò chơi trực tuyến từ Sonic Team, PSO bị ảnh hưởng nặng nề bởi trò chơi nhập vai hành động PC Diablo nhưng đã tinh chỉnh và đơn giản hóa phong cách chơi của nó để thu hút người chơi trên console.
Trong mảng thể thao, loạt bóng đá NFL 2K của Visual Conception và loạt bóng rổ NBA 2K đã được giới phê bình đánh giá cao. NFL 2K được coi là một trò chơi khởi động nổi bật với hình ảnh chất lượng cao và "sâu sắc, thân thiện với bối cảnh, và, vâng, thậm chí màn bình luận hài hước", trong khi NFL 2K1 có tính năng nhiều người chơi trực tuyến đột phá sớm hơn so với đối thủ cạnh tranh chính, loạt Madden NFL của EA. Madden và 2K tiếp tục cạnh tranh trên các nền tảng khác nhau trong suốt năm 2004 với việc loạt 2K giới thiệu những đổi mới như góc nhìn người thứ nhất trong thể loại này,  và cuối cùng ra mắt ESPN NFL 2K5 với mức giá cực thấp 19,95 đô la cho đến khi EA ký kết một thỏa thuận độc quyền với Liên đoàn bóng đá quốc gia, "có hiệu quả trong việc đưa mọi trò chơi đá banh chuyên nghiệp ra ngoài thương trường." Sau khi Sega bán Visual Conception với giá 24 triệu đô la vào năm 2005, loạt NBA 2K tiếp tục với nhà phát hành Take-Two Interactive. Trong suốt vòng đời của Dreamcast, Visual Conception cũng hợp tác với nhà thiết kế màn chơi của Sonic the Hedgehog là Hirokazu Yasuhara trong trò chơi phiêu lưu hành động Floigan Bros. và phát triển trò chơi hành động cực kỳ thành công Ooga Booga.
Để thu hút thị trường châu Âu, Sega đã thành lập một chi nhánh tại Pháp có tên No Cliché, chuyên phát triển các trò chơi như Toy Commander. Sega châu Âu cũng tiếp cận Creations Bizarre để phát triển cực kỳ thành công một kỳ quan của trò chơi đua xe Metropolis Street Racer, dựa trên độ tái tạo chi tiết của London, Tokyo, và San Francisco hoàn chỉnh tới từng múi giờ và cả đài phát thanh hư cấu - cũng như tới 262 đường đua cá nhân.
Mặc dù Acclaim, SNK, Ubisoft, Midway, Activision, Infogrames và Capcom đã hỗ trợ hệ máy trong năm đầu tiên, các nhà phát triển bên thứ ba gặp khó khăn hơn do thất bại của Sega Saturn và lợi nhuận tốt hơn trong việc sản xuất cho PlayStation.  Chẳng hạn Soul Calibur của Namco đã được phát hành cho Dreamcast vì sự không phổ biến tương đối của loạt Soul vào thời điểm đó; Nhượng quyền thương mại thành công hơn của Namco là Tekken được liên kết với hệ máy PlayStation và dựa trên bảng mạch arcade của PlayStation. Tuy nhiên, Soul Calibur nhận được nhiều lời khen ngợi từ giới phê bình và thường được mô tả là một trong những trò chơi hay nhất trên hệ máy. Capcom đã sản xuất một số trò chơi song đấu, bao gồm cả dòng Power Stone, ngoài ra còn độc quyền tạm thời trong loạt trò chơi Resident Evil nổi tiếng có tên Resident Evil Code: Veronica. Dreamcast cũng được biết đến với một số trò chơi shoot 'em ups, đặc biệt là Bangai-O và Ikaruga của Treasure.
Vào tháng 1 năm 2000, ba tháng sau khi hệ máy ra mắt ở Bắc Mỹ, Electronic Gaming Monthly đã dành lời khen ngợi cho thư viện trò chơi "... với những trò chơi hạng AAA như Soul Calibur, NBA 2K và Crazy Taxi sẽ sớm ra mắt, chúng tôi biết họ đang hạnh phúc khi thực hiện cú đột phá 128 bit." Trong một số báo, Jeffrey L. Wilson của PC Magazine gọi nó là "Thư viện trò chơi sát thủ" của Dreamcast và nhấn mạnh tầm ảnh hưởng sáng tạo của Sega và sự đổi mới hình ảnh đang ở giai đoạn đỉnh cao của nó trong suốt thời gian tồn tại của hệ máy. Các nhân viên của Edge đồng ý với đánh giá này về các trò chơi gốc của Dreamcast, cũng như các phiên bản chuyển đổi arcade của Sega, nói rằng hệ máy "đã cung cấp các trò chơi đầu tiên có thể được mô tả là hoàn hảo y như arcade." Tay viết báo của GamePro Blake Snow, gọi thư viện này là "đáng để chúc mừng". Damien McFerran của Retro Gamer đã ca ngợi các phiên bản chuyển thể arcade NAOMI của Dreamcast, cho thấy "Sự hồi hộp khi chơi Crazy Taxi trong arcade, khi biết rõ rằng đây một phiên bản chuyển đổi pixel hoàn hảo (và không phải là một phiên bản bị cắt gọt) đã được thiết lập cho Dreamcast, là một trải nghiệm mà game thủ khó có thể chứng kiến thêm lần nữa." Nick Montfort và Mia Consalvo, viết trong Loading...The Journal of the Canadian Game Studies Association, lập luận rằng "Dreamcast đã đứng đầu trong việc phát triển một số lượng trò chơi điện tử vượt trội, vượt xa những gì có thể gọi là kỳ diệu và bất thường, thật thú vị khi có thể gọi đây là một sự tiên phong...Thật khó để tưởng tượng một máy chơi trò chơi điện tử thương mại lại thể hiện được sự phản kháng mạnh mẽ đối với quan điểm hàng hóa, và với quan điểm rằng sản xuất trò chơi chỉ là việc thương mại hóa. Nhưng ngay cả khi nói đến việc chống lại thương mại hóa, thì người ta cho rằng các trò chơi của Dreamcast đã gần đến mức tỏ rõ thái độ này hơn bất kỳ trò chơi console nào khác." Jeremy Parish của 1UP.com đã ưu ái so sánh sản lượng Dreamcast của Sega, bao gồm một số cái nhất "[trò chơi] đa dạng, sáng tạo và thú vị mà công ty từng sản xuất", với tư cách của bên thứ ba đáng "được ghen tị". Fahs lưu ý "Dòng đời của Dreamcast chỉ là thoáng qua, nhưng nó đã bão hòa mọi thứ với những tựa trò chơi đáng nhớ, hầu hết trong số đó là những tài sản hoàn toàn mới." Theo tác giả Steven L. Kent, "From Sonic Adventure and Shenmue to Space Channel 5 and Seaman, Dreamcast cứ tiếp tục chuyển giao và phát triển mãi."

## Tiếp nhận và di sản
Tháng 12 năm 1999, Next Generation đánh giá Dreamcast 4 trên 5 sao và tuyên bố: "Nếu bạn muốn có hệ máy mạnh nhất hiện có, có nền tảng đồ họa tốt nhất với giá cả hợp lý, hệ máy này là dành cho bạn." Tuy nhiên, sau này, Next Generation đánh giá Dreamcast là 3 trên 5 sao trong cùng một bài viết, lưu ý rằng Sony sẽ xuất xưởng một sản phẩm phần cứng vượt trội PlayStation 2 vào năm tới và Nintendo đã nói rằng họ sẽ làm điều tương tự với GameCube. Vào đầu năm 2000, Electronic Gaming Weekly có năm người đánh giá chấm điểm Dreamcast 8,5, 8,5, 8,5, 8,0 và 9.0 trên 10 điểm. Đến năm 2001, những người đánh giá cho Electronic Gaming Weekly đã cho điểm Dreamcast là 9.0, 9.0, 9.0, 9.0 và 9.5 trên 10. BusinessWeek công nhận Dreamcast là một trong những sản phẩm tốt nhất năm 1999.
Năm 2009, IGN đã ghi công Dreamcast là hệ máy chơi trò chơi lớn thứ 8 mọi thời đại, mang lại niềm tin cho những đổi mới và phần mềm. Theo IGN, "Dreamcast là hệ máy chơi trò chơi đầu tiên được tích hợp modem để chơi trò chơi trực tuyến và trong bối cảnh nhà mạng chưa phát triển đến mức như bây giờ, đây là lần đầu tiên người dùng có thể bật và chơi liên tục với người dùng khác trên toàn cầu." Năm 2010, Jeffrey L. Wilson của PC Magazine đã phong cho Dreamcast là hệ máy video trò chơi console vĩ đại nhất, nhấn mạnh rằng hệ máy "ra đời quá sớm". Vào năm 2013, Edge phong cho Dreamcast là máy chơi trò chơi tốt thứ 10 trong 20 năm qua, nêu bật những cải tiến mà nó đã đóng góp vào việc trải nghiệm video trò chơi, bao gồm hội thoại trong trò chơi, nội dung có thể tải xuống và công nghệ màn hình thứ hai thông qua việc sử dụng VMU. Edge giải thích hiệu năng kém của hệ máy bằng cách tuyên bố, "Hệ máy của Sega chắc chắn đã đi trước thời đại và bị ảnh hưởng bởi doanh số bán lẻ, đó là lý do...nhưng sức ảnh hưởng của nó vẫn còn có thể cảm nhận được cho đến ngày nay." Viết trong 1001 Video Games You must Play Before You Die, Duncan Harris lưu ý "Một trong những lý do khiến các game thủ lớn tuổi than khóc về việc Dreamcast biến mất, chính là báo hiệu sự sụp đổ của văn hóa chơi trò chơi arcade... Hệ máy của Sega đã hy vọng rằng mọi thứ sẽ không thay đổi, vì điều tồi tệ hơn và các nguyên lý của đồ họa hấp dẫn, vui nhộn, tươi sáng sẽ không chìm vào một trò chơi chiến tranh thực tế màu nâu và xanh lục." Parish, viết cho USgamer, đối chiếu thư viện đa dạng của Dreamcast với "ý thức bảo thủ đến mức nghẹt thở" tràn ngập ngành công nghiệp trò chơi trong thập kỷ tiếp theo. Dan Whitehead của Eurogamer, thảo luận về chân dung của Dreamcast "như một JFK nhỏ nhắn, vuông vắn, trắng trẻo", nhận xét rằng tuổi thọ ngắn ngủi của hệ máy "có thể đã niêm phong danh tiếng như là một trong những máy chơi trò chơi vĩ đại nhất từng có"". Theo Travis Fahs của IGN, "Nhiều phần cứng mới đã đến và đi, nhưng sẽ không cái gì có thể sánh với một nửa đẳng cấp như Sega."